# Syméon de Trébizonde
Pour les articles homonymes, voir Saint Siméon.
Syméon Ier de Trébizonde (en grec : Συμεών Α΄Τραπεζούντιος) fut trois fois patriarche de Constantinople entre 1466 et 1486.

## Biographie
Originaire de Trébizonde dans le Pont, Syméon se fait nommer patriarche soit à l'automne 1465 après le troisième patriarcat de Gennade II, soit en novembre/décembre 1466 après celui de Marc II. Il bénéficie en tout cas de l'appui de ses compatriotes de la colonie de Trébizonde transférés à Constantinople après la prise de la ville et contre la promesse du versement d'une somme de 1 000 pièces d'or à la Sublime Porte. L'historiographie byzantine postérieure, s'appuyant sur son homonymie avec Simon le Magicien, lui impute l'origine des pratiques simoniaques qui s'imposent désormais comme la règle dans l'Église de Constantinople lors des élections des patriarches. Vitalien Laurent estime que la responsabilité de cette situation doit plutôt être attribuée à Marc II Xylokaravi.
À la fin de l'année 1466, la princesse serbe Mara Branković offre à son beau-fils le sultan Mehmed II de payer une somme de 2 000 pièces d'or afin d'établir comme patriarche son candidat, Denys, métropolite de Philippopoli. Syméon est destitué par un synode et exilé.
À la fin de 1471 ou au début de 1472, après le retrait de Denys Ier, Syméon accède une seconde fois au patriarcat. L'Église de Constantinople devait à la princesse Mara Branković 4 000 florins avancés par cette dernière lors des précédentes tractations, plus 3 000 florins que le nouveau patriarche s'était engagé à payer. Dans ce contexte, Syméon doit laisser la direction des affaires aux métropolites d'Éphèse et de Tirnovo et entreprendre une tournée de quête pour réunir cette somme de 7 000 florins. Pendant ce voyage, le synode doit consentir sous la contrainte le 10 octobre 1474 d'accepter le versement de la taxe annuelle de 2 000 florins instituée par Denys Ier. À son retour, Syméon, ayant échoué dans sa mission, est contraint de démissionner en 1475 à la demande de la Sublime Porte et il se retire au Stémmachos et est remplacé par un autre favori de Mara Branković, le moine serbe Raphaël.
Syméon se retire dans un monastère pendant 7 ans jusqu'en avril 1482 lorsqu'il est appelé une troisième fois à siéger. Au cours de ce troisième patriarcat, il convoque au monastère de Pammakaristos un synode qui condamne définitivement l'Union de Florence. Syméon renonce à sa charge à l'automne 1486 et meurt en un lieu et à une date inconnue.